# Barbara Wiśniewska (radiowiec)
Barbara Wiśniewska (ur. 31 grudnia 1958 w Bielsku-Białej) – radiowiec specjalizująca się w reportażu społecznym i historycznym w Radiu Łódź w latach 1983–2017.

## Życiorys
Jest absolwentką Wydziału Nauk Politycznych Uniwersytetu Śląskiego z 1983 r. z tytułem magistra nauk politycznych, specjalność dziennikarstwo radiowe. W Radiu Łódź rozpoczęła pracę w 1983 r., gdzie szybko dała się poznać jako reportażystka radiowa. Jej specjalnością stały się tematy związane z dziejami wielokulturowej Łodzi i regionu łódzkiego. Jej autorskie audycje to m.in.: „Z radiowego archiwum”, „Pokochać Łódź” czy „Historia jednego przedmiotu”. Była wieloletnią kierowniczką redakcji Miejskiej oraz Publicystyki i Reportażu w Radiu Łódź.
Została kilkakrotnie nagrodzona w ogólnopolskich konkursach Polskiego Radia na reportaż, m.in. za „I runął mur...” (1992), „Scheiblerowska Strażnica”, „Bliżej i dalej Europy”. 

## Wybrane reportaże
- „Generał „Nil”-Fildorf: trzeba powiedzieć wnuczkom, nie wiedzą...” (2012); opowieść o życiu Generała i starania Jego córki – Marii Fieldorf-Czarskiej o proces prokuratorów, którzy doprowadzili do skazania Ojca na śmierć
- „I runął mur...” (1992); reportaż ze spotkania w Łodzi z krakowskim fotografem „Solidarności” – Stanisławem Markowskim, który dokumentował rzeczywistość Polski z lat 1970–1999
- „Chudożnik” (1990); opowieść o Polsce i Krymie Mehmeta Erola, znanego łódzkiego cukiernika pochodzenia tureckiego, który w czasie II wojny światowej wypiekał chleb w Zamościu dla polskich partyzantów
- „Filia” (1986); rzecz o filii niemieckiego obozu dla polskich dzieci w Łodzi przy ul. Przemysłowej, we wsi Dzierżązna.

## Odznaczenia
- Medal Pro Publico Bono im. Sabiny Nowickiej (2011)[2]
- Honorowa Odznaka Miasta Łodzi
- Odznaka „Za Zasługi dla Miasta Łodzi” (2011) [3]